# Mycène pur
 (novembre 2013).
Si vous disposez d'ouvrages ou d'articles de référence ou si vous connaissez des sites web de qualité traitant du thème abordé ici, merci de compléter l'article en donnant les références utiles à sa vérifiabilité et en les liant à la section « Notes et références ».
Pour les articles homonymes, voir Mycène (homonymie).
Mycena pura
Espèce
Mycena pura, le Mycène pur, est une espèce de champignons basidiomycètes de la famille des Mycenaceae.

## Description du sporophore
- Chapeau : 3 à 7 cm, convexe (mais pas pointu contrairement à beaucoup de mycènes) puis plus ou moins étalé, légèrement mamelonné, rose pur à violacé ou grisé, blanchissant par temps sec. Marge très mince, striée par les lames.
- Lames inégales, moyennement espacées, blanchâtres à rosées. Sporée blanche.
- Pied : 4 à 9 cm, de la couleur du chapeau ou plus violacé, légèrement strié, fragile et creux.
- Chair blanche. Odeur et saveur nettes de radis.

## Habitat
Commun du printemps à l'automne, le mycène pur vient dans les sous-bois de feuillus comme de conifères.[réf. nécessaire]

## Comestibilité
Longtemps considéré comme comestible, quoique médiocre, il a été la cause d'intoxications. On se contentera donc d'admirer sa finesse et ses tons délicats.

## Espèces proches et confusions possibles
C'est l'un des plus grands mycènes. Son parent le plus proche, souvent considéré comme une simple variété, est le mycène rosé (Mycena rosea). D'un rose plus net, il a en général le pied clair.
Les débutants veilleront à ne pas confondre l'un ou l'autre de ces mycènes avec le laccaire laqué ou le laccaire améthyste, de taille comparable et dont ils peuvent partager les emplacements. Ceux-ci présentent des teintes respectivement orangée et violette, des lames plus espacées, un pied plein, plus dur, et surtout aucune odeur de radis.

## Galerie

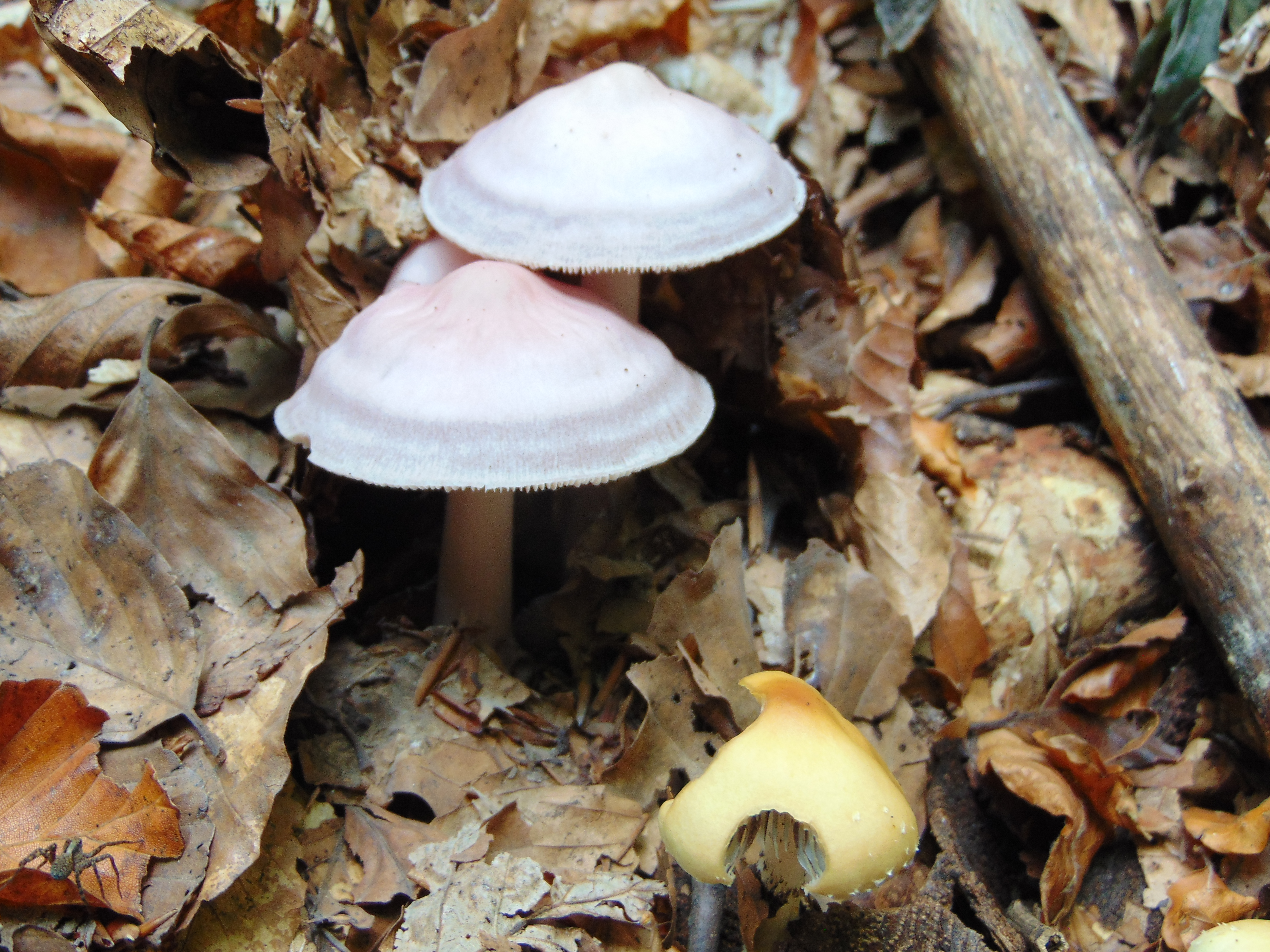
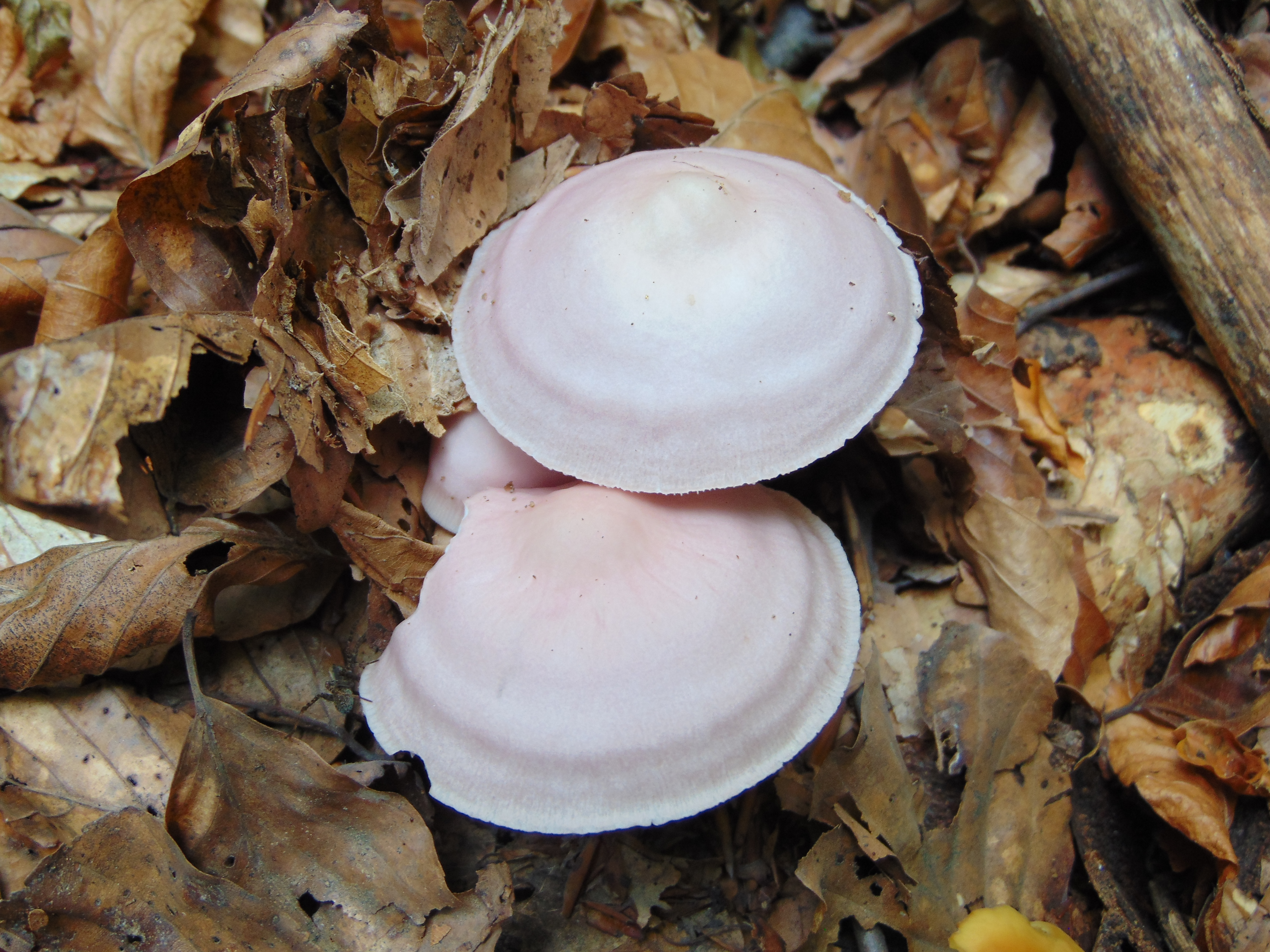
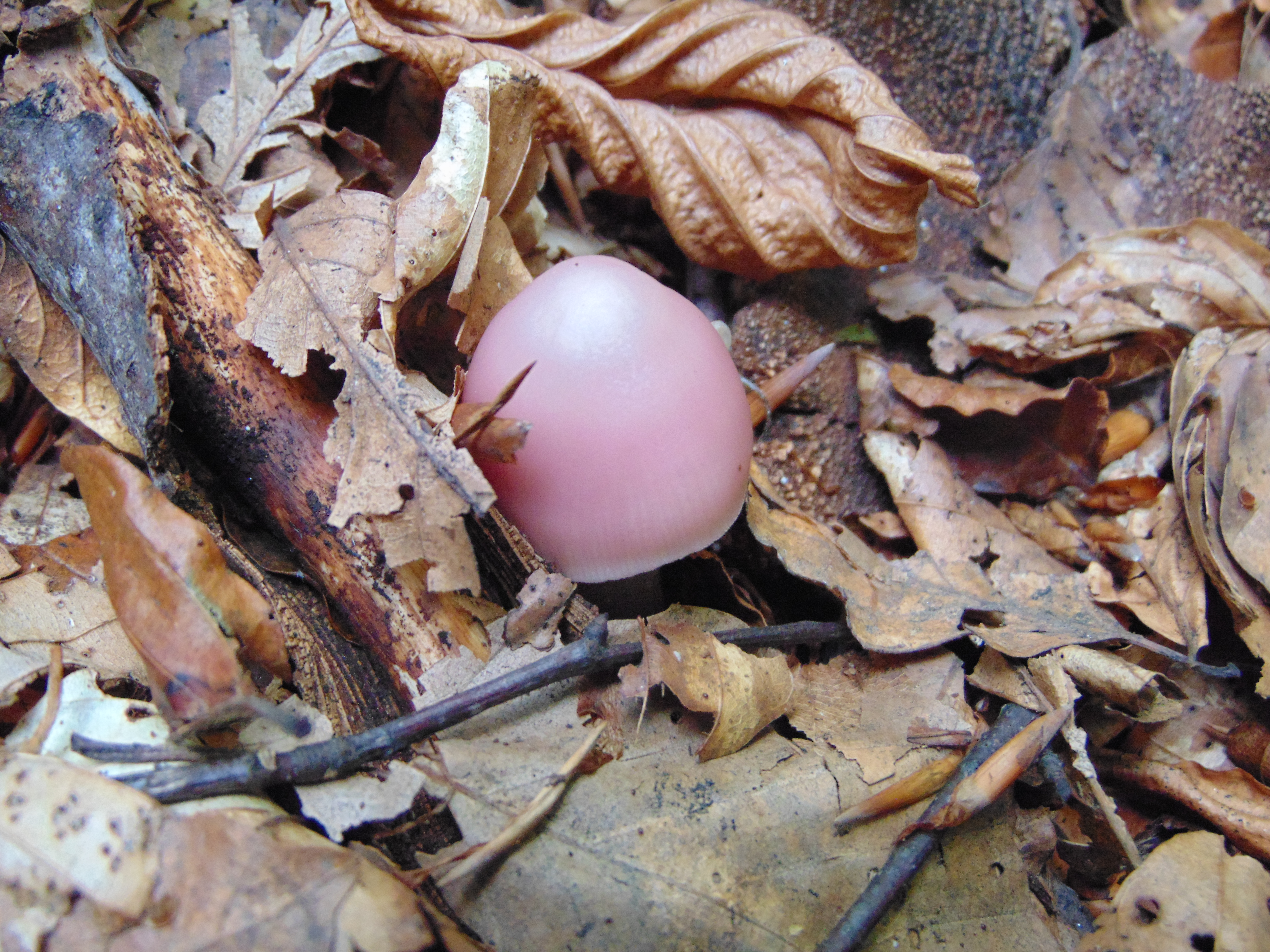
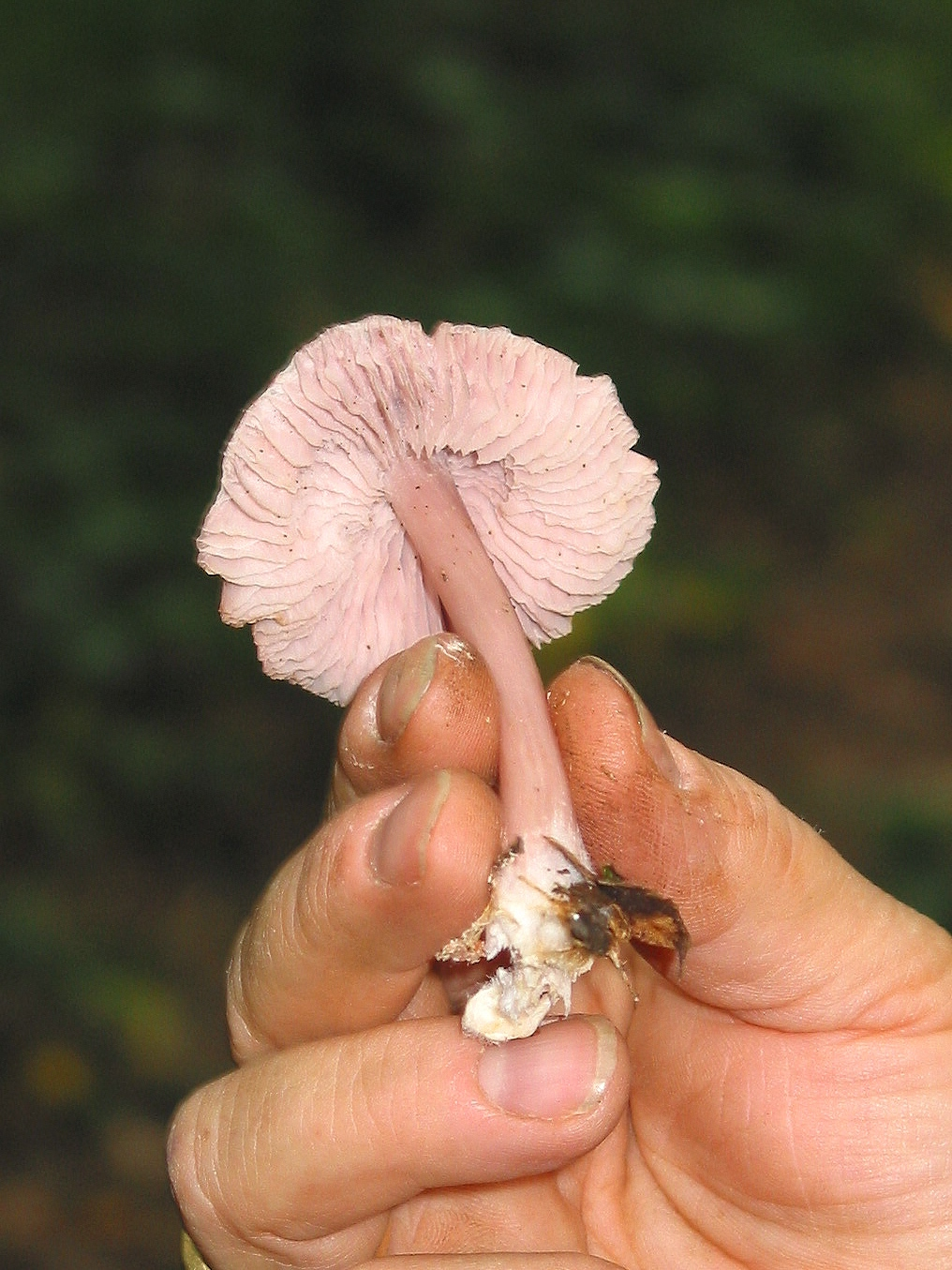
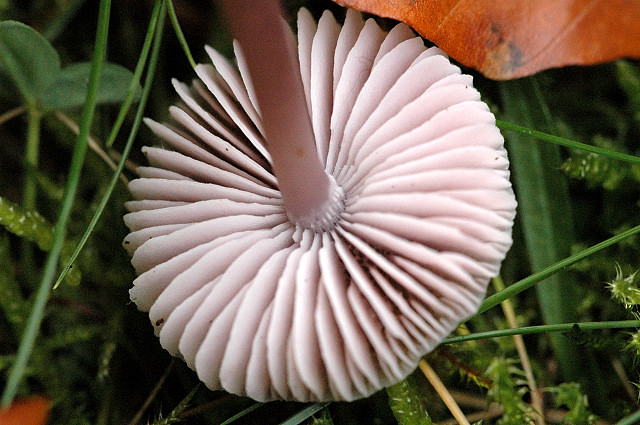

## Liste des formes
Selon NCBI (11 novembre 2013) :
- forme Mycena pura f. alba
- forme Mycena pura f. ianthina
- forme Mycena pura f. lutea
- forme Mycena pura f. multicolor
- forme Mycena pura f. violacea